# Олбані (Міссурі)
Олбані (англ. Albany) — місто (англ. city) в США, в окрузі Джентрі штату Міссурі. Населення — 1679 осіб (2020).

## Географія
Олбані розташоване за координатами 40°14′52″ пн. ш. 94°20′0″ зх. д. / 40.24778° пн. ш. 94.33333° зх. д. (40.247893, -94.333455).  За даними Бюро перепису населення США в 2010 році місто мало площу 6,33 км², уся площа — суходіл.

### Клімат
| Клімат : Олбані       | Клімат : Олбані | Клімат : Олбані | Клімат : Олбані | Клімат : Олбані | Клімат : Олбані | Клімат : Олбані | Клімат : Олбані | Клімат : Олбані | Клімат : Олбані | Клімат : Олбані | Клімат : Олбані | Клімат : Олбані | Клімат : Олбані |
| Показник              | Січ.            | Лют.            | Бер.            | Квіт.           | Трав.           | Черв.           | Лип.            | Серп.           | Вер.            | Жовт.           | Лист.           | Груд.           | Рік             |
| Середній максимум, °C | 1,7             | 4,7             | 10,6            | 18,5            | 24,1            | 28,8            | 31,5            | 30,8            | 26,4            | 21,0            | 11,7            | 3,8             | 17,8            |
| Середній мінімум, °C  | −9,7            | −7,2            | −1,9            | 4,7             | 10,7            | 16,1            | 17,9            | 16,9            | 11,9            | 6,2             | −0,8            | −6,8            | 4,8             |
| Норма опадів, мм      | 23              | 33              | 53              | 89              | 112             | 150             | 97              | 99              | 112             | 74              | 38              | 33              | 912             |
| --------------------- | --------------- | --------------- | --------------- | --------------- | --------------- | --------------- | --------------- | --------------- | --------------- | --------------- | --------------- | --------------- | --------------- |
| Джерело: Weatherbase  |                 |                 |                 |                 |                 |                 |                 |                 |                 |                 |                 |                 |                 |

## Демографія
Згідно з переписом 2010 року, у місті мешкало 1730 осіб у 753 домогосподарствах у складі 446 родин. Густота населення становила 273 особи/км².  Було 880 помешкань (139/км²).
Расовий склад населення:
| - 98,2 % — білих - 0,5 % — чорних або афроамериканців - 0,5 % — азіатів - 0,3 % — корінних американців |

До двох чи більше рас належало 0,5 %. Частка іспаномовних становила 0,6 % від усіх жителів.
За віковим діапазоном населення розподілялося таким чином: 21,6 % — особи молодші 18 років, 55,5 % — особи у віці 18—64 років, 22,9 % — особи у віці 65 років та старші. Медіана віку мешканця становила 44,1 року. На 100 осіб жіночої статі у місті припадало 84,4 чоловіків;  на 100 жінок у віці від 18 років та старших — 83,0 чоловіків також старших 18 років.
Середній дохід на одне домашнє господарство  становив 47 081 долар США (медіана — 40 000), а середній дохід на одну сім'ю — 55 315 доларів (медіана — 45 609). Медіана доходів становила 37 130 доларів для чоловіків та 31 810 доларів для жінок. За межею бідності перебувало 15,4 % осіб, у тому числі 16,9 % дітей у віці до 18 років та 16,6 % осіб у віці 65 років та старших.
Цивільне працевлаштоване населення становило 931 осіб. Основні галузі зайнятості: освіта, охорона здоров'я та соціальна допомога — 35,7 %, роздрібна торгівля — 10,0 %, виробництво — 9,8 %.